# Anastrepha barrettoi
Anastrepha barrettoi är en tvåvingeart som beskrevs av Zucchi 1979. Anastrepha barrettoi ingår i släktet Anastrepha och familjen borrflugor. Inga underarter finns listade i Catalogue of Life.